# 신보석
신보석(1992년 6월 28일 ~)은 대한민국의 전직 FIFA 온라인 시리즈 프로게이머이다. 

## 선수 시절
2019시즌을 앞두고 아프리카 프릭스 A에 입단했다. 이후 퇴단했다.
2020시즌을 앞두고 갤럭시X에 입단했다. 2020시즌 중 갤럭시X 소속 전원이 EK리그 대전 하나 시티즌 선수로 선발되었다. 2020년 EK리그 준우승을 달성했다.

## 지도자 생활
2022년 3월 25일, 2022년 아시안 게임 e스포츠 EA 스포츠 피파 온라인 4 부문 감독으로 선임되었다.

## 소속팀
| # | 팀명              | 소속 기간             | 비고 |
| - | ----------------- | --------------------- | ---- |
| 1 | 아프리카 프릭스 A | 2019                  |      |
| 2 | 갤럭시X           | 2020~                 |      |
| 3 | 대전 하나 시티즌  | 2020.11.22~2021.01.16 | 임대 |

## 수상 내역
- EA SPORTS 피파온라인3 챔피언십 2017 시즌2 준우승
- 2020년 EK리그 준우승 (대전 하나 시티즌)